# Memorial Patrick Cudahy
O Memorial Patrick Cudahy é uma obra de arte pública do artista norte-americano Felix de Weldon, localizado no Parque Sheridan em Cudahy, Wisconsin. A escultura de bronze retrata o industrial Patrick Cudahy em pé e vestindo um terno de negócios.